# Closure: Live
Closure: Live je páté album od norské kapely Theatre of Tragedy.

## Seznam skladeb
1. „Intro/And When He Falleth“ - 7:41
2. „Der Spiegel“ - 5:04
3. „Cassandra“ - 3:46
4. „Venus“ - 4:49
5. „Black As The Devil Painteth (Remix 2)“ - 4:48
6. „Siren“ - 6:10
7. „Poppæa“ - 5:16
8. „Bacchante“ - 5:51
9. „A Distance There Is“ - 5:12
10. „Der Tanz Der Schatten“ - 5:40